# Pinocchio James
Cornelius „Pinocchio“ James (* 23. Dezember 1927 in Macon (Georgia); † nach 1960) war ein US-amerikanischer Rhythm-&-Blues- und Jazzsänger.

## Leben und Wirken
James wuchs in Macon (Georgia) auf und wurde regional als Wunderkind bekannt; sein Talent ermöglichte ihm den Besuch der Cosmopolitan School of Music in Cincinnati. Zunächst trat er als Solist in der Unterhaltungsbranche auf und nahm auch unter eigenem Namen auf, 1951 erschien die Single „Camp Meeting/333 Jump“ bei Okeh Records (#6881). 1953 legte er, begleitet vom Todd Rhodes Orchestra, den Song „Your Mouth‘s Got a Hole in It“ vor, ein regionaler Hit 1953. Ein weiterer Song war „Pinnochio's Blues“; er wurde auf der Kompilation The Okeh Rhythm and Blues Story 1949-1957, Vol. 2  wiederveröffentlicht.
James wurde schließlich 1957 Mitglied der Bühnengruppe des Lionel Hampton Orchesters. Er blieb bis Mitte der 1960er-Jahre bei Hampton; begleitet von dessen Band entstanden Aufnahmen der Titel „Alexander’s Ragtime Band“ und „Kidney Stew“. 1958 trat er mit Hampton und seinem Orchester als Sänger auch in Belgien und Deutschland auf („New Orleans Woman“), außerdem in der Ed Sullivan Show. Auf Hamptons Label Glad Records legte James 1959 die Blues-orientierte Single „Weak & Broken Hearted“ vor (#G0003), 1960 noch „Everybody's Somebody's Fool“ und „We Can Live Off of Love“.

## Diskographische Hinweise
- Pinnochio James with Lionel Hampton’s Orchestra: I'm a Fool for You / Everybody's Somebody's Fool / Roll 'Em Pete (EP, Glad-Hamp Records)
- 21 Original Recordings (CJRO Records 2020)
- Lionel Hampton Orchestra: 1958 The Mess Is Here Revisited (ezz-thetics, ed. 2022)